# Джамшед Карімов
Джамшед Карімов (тадж. Ҷамшед Каримов; при народженні тадж. Ҷамшед Ҳилолович Каримов); нар. 4 серпня 1940, Душанбе) — таджицький політичний діяч, прем'єр-міністр Таджикистана з 2 грудня 1994 по 8 лютого 1996 року.

## Біографія
Джамшед Карімов народився 4 серпня 1940 року в Душанбе. В 1962 році закінчив Московський технологічний інститут легкої промисловості, в 1968 році — аспірантуру Центрального економіко-математичного інституту Академії наук СРСР. У період з 1962 по 1981 рік працював асистентом кафедри економіки промисловості Таджицького державного університету, МНС, потім завідувачем відділу Інституту економіки АН Таджикистану, а також заступником директора, директором НДІ економіки та економіко-математичних методів планування Держплану Таджикистану.
З 26 березня 1989 по 26 грудня 1991 року — Народний депутат СРСР. Одночасно обіймає посаду Першого Секретаря Душанбінського міського комітету партії. З січня по липень 1991 рік — заступник голови Кабінету Міністрів Таджикистану, потім з липня 1991 по листопад 1992 рік — перший заступник прем'єр-міністра. У 1993 році був керівником Міжрегіонального торгового представництва Таджикистану в Чехії та Словаччині. З 1994 року — державний радник Президента із соціально-економічної політики. 2 грудня 1994 був призначений прем'єр-міністром країни, обіймавши цю посаду до 8 лютого 1996 року. У роки його прем'єрства функції глави уряду різко обмежені. Після відставки в 1996—1997 роках Джамшед Карімов працював радником Фонду за виживання та розвиток людства, старшим радником Президента Таджикистану з міжнародних питань. 9 січня 1997 року був призначений послом Таджикистану у Китаї, обіймавши цю посаду до 2003 року.

## Нагороди
- Орден «Трудового Червоного Прапора» 1989 р.;
- Почесні грамоти Президії Верховної Ради Таджицької РСР;
- Почесний професор Пекінського інституту міжнародних порівняльних досліджень 2003 р.;
- Лауреат премії Ленінського комсомолу Таджикистану 1972 р.